# Selecció d'hoquei sobre patins masculina d'Espanya
La Selecció d'hoquei sobre patins masculina d'Espanya és l'equip format per jugadors de nacionalitat espanyola que representa la Reial Federació Espanyola de Patinatge en les competicions internacionals organitzades per la FIRS (Campionat del Món) i la CERS (Campionat d'Europa).
Està és considerada una de la millors seleccions del món de l'especialitat. És la subcampiona mundial i campiona europea,. També és la selecció esportiva espanyola més llorejada amb 16 títols continentals i 16 Campionats del Món.

## Plantilla actual[calcitació]
Equip campió de la Copa d'Europa 2020
| N. | Nom               | Pos. | Equip               |
| -- | ----------------- | ---- | ------------------- |
|    | Xavi Malian       | POR  | FC Barcelona        |
|    | Carles Grau       | POR  | HC Liceo            |
|    | Martí Serra       | POR  | Lleida Llista Blava |
|    | Pau Bargalló      | DAV  | FC Barcelona        |
|    | Ignacio Alabart   | MIG  | FC Barcelona        |
|    | Sergi Panadero    | DAV  | FC Barcelona        |
|    | Ferran Font       | DAV  | Sporting CP         |
|    | Antonio Pérez     | DAV  | Sporting CP         |
|    | Marc Grau         | DAV  | HC Liceo            |
|    | César Carballeira | MIG  | HC Liceo            |

## Palmarès
- 17 Campionats del món: 1951, 1954, 1955, 1964, 1966, 1970, 1972, 1976, 1980, 1989, 2001, 2005, 2007, 2009, 2011, 2013 i 2017.
- 17 Campionats d'Europa: 1951, 1954, 1955, 1957, 1969, 1979, 1981, 1983, 1985, 2000, 2002, 2004, 2006, 2008, 2010, 2012 i 2020
- 16 Copes de les Nacions: 1952, 1957, 1959, 1960, 1975, 1976, 1978, 1980, 1991, 1995, 1999, 2000, 2001, 2003, 2005 i 2007.